# Brandfort
Brandfort is een plaats in de Zuid-Afrikaanse provincie Vrijstaat.
Brandfort telt ongeveer 3100 inwoners.
De gemeenschap werd gesticht toen de Voortrekker Jacobus van Zijl in 1866 een kerk vestigde op zijn boerderij Keerom. Kort nadat de plaats was bezocht door Johannes Henricus Brand, de president van de Oranje Vrijstaat van 1864 tot 1888, werd het naar deze president vernoemd. Tijdens de Tweede Boerenoorlog interneerden de Britten hier vrouwen en kinderen. Cor van Gogh, de broer van Vincent van Gogh, stierf er als krijgsgevangen Boer in 1900. Tijdens de Apartheidsjaren woonde Winnie Mandela lange tijd in Brandfort.

## Subplaatsen
Het nationaal instituut voor de statistiek, Stats SA, deelt sinds de census 2011 deze hoofdplaats in in zogenaamde subplaatsen (sub place), c.q. slechts één subplaats:
Brandfort SP.